# توماس إل. سوليفان
توماس إل. سوليفان (بالإنجليزية: Thomas L. Sullivan)‏ هو سياسي أمريكي، ولد في 6 أكتوبر 1846، وتوفي في 9 يوليو 1936. حزبياً، نشط في الحزب الديمقراطي.